# Sønder Vorupør
Sønder Vorupør er en bebyggelse og et tidligere fiskerleje på vestkysten af Thy 1-2 kilometer syd for Nørre Vorupør. Sønder Vorupør ligger i Vorupør Sogn. Ud over de få helårshuse ligger den store sommerhusbebyggelse "Feriebyen" i Sønder Vorupør.
Før Vorupør moles opførelse 1904-11 var Sønder Vorupør størst, men derefter flyttede mange til Nørre Vorupør på grund af de bedre landingsforhold for bådene. Sønder Vorupør havde tidligere egen skole, missionshus og købmand. De mest kendte personer fra Sønder Vorupør var lærer og folketingsmand Jens Munk-Poulsen og fiskeeksportør Jens Munk-Madsen. Sammen med otte andre fiskere stiftede de i 1887 Fiskercompagniet.